# Famille Rhédey
 (juin 2019).
Si vous disposez d'ouvrages ou d'articles de référence ou si vous connaissez des sites web de qualité traitant du thème abordé ici, merci de compléter l'article en donnant les références utiles à sa vérifiabilité et en les liant à la section « Notes et références ».
 (juin 2019).
Le contenu est difficilement compréhensible vu les erreurs de traduction, qui sont peut-être dues à l'utilisation d'un logiciel de traduction automatique.
Rhédey (en hongrois : kisrédei nemes és gróf Rhédey) est le patronyme d'une ancienne famille noble hongroise.

## Origine du nom

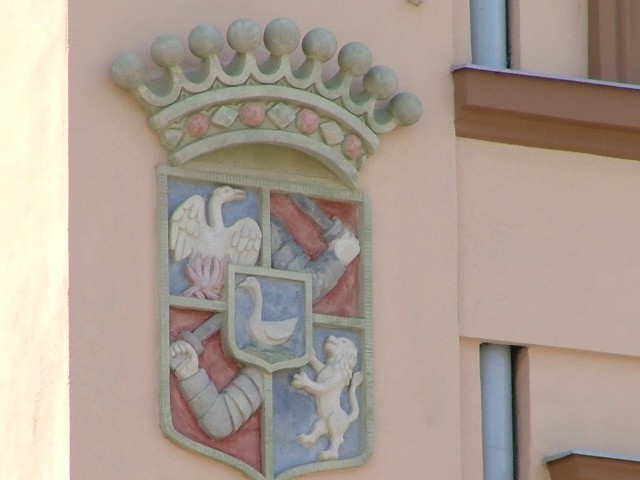
Blason de la famille Rhédey sur la façade du palais Rhédey de Cluj.

## Histoire
La famille Rhédey est issue du clan Aba, originaire du comitat de Heves. Le premier membre connu de la famille est Mikó Rhédey, cité en 1303. La famille reçoit un don de blason en 1466 de la part du roi Matthias. La famille se distingue brillamment avec François Rhédey, főispán de Máramaros en 1648, conseiller du prince Georges II Rákóczi puis brièvement élu prince de Transylvanie et 1er comte Rhédey en 1659. Avec son fils unique, le comte László Rhédey (1636- ca 1664), főispán de Háromszék, s'éteint sa lignée. Une autre branche, appelée branche de Transylvanie, reçoit le titre de comte en 1744 et son dernier membre est le comte Gábor Rhédey décédé en 1897.

## Membres notables
- Ferenc Rhédey (1560-1621), főispán du Bihar et du Máramaros, gouverneur de Nagyvárad. Il est l'époux de Katalin Károlyi (1588-1635) et le père du suivant.
- comte François Rhédey (1610-1667), prince de Transylvanie.
- János Rhédey (+1658), grand-juge royal (fõkirálybírája) de Udvarhelyszék. Père du suivant.
- Ferenc Rhédey (+1685), fõispán de Kolozs, gouverneur de Kolozsvár, grand-juge royal de Udvarhelyszék.
- Ádám Rhédey (1768-1849), fõispán de Doboka, époux de la comtesse Mária Magdolna Teleki (1777-1826).
- István Rhédey (+1643), alispán (vicecomes) de Szepes.
- comte Lajos Rhédey (1760-1831), co-fõispán de Bereg, frère aîné du suivant.
- Ferenc Rhédey (fl. 1819), alispán du Bihar.
- comte Lajos Rhédey (hu) (1761-1831), conseiller Impérial et Royal, főispán, mécène, artiste.
- comtesse Claudine Rhédey de Kis-Rhéde (1812-1841), épouse du duc Alexandre de Wurtemberg (1804-1885), mère du duc François de Wurtemberg, lui-même père de Mary de Teck, reine consort comme épouse de George V du Royaume-Uni.

## Sources
- Révai nagy lexikona (XVI. kötet, RACINE-SODOMA)
- Famille Rhédey